# Melanosoma mundum
Melanosoma mundum är en tvåvingeart som beskrevs av Leander Czerny 1909. Melanosoma mundum ingår i släktet Melanosoma och familjen stekelflugor. Inga underarter finns listade i Catalogue of Life.